# Meddle
Vous lisez un « bon article » labellisé en 2020.
Ne doit pas être confondu avec Middle.
Albums de Pink Floyd
Atom Heart Mother
(1970) Obscured by Clouds
(1972)
Singles
1. One of These Days/Fearless
Sortie : 29 novembre 1971

Meddle est le sixième album studio du groupe de rock anglais Pink Floyd, sorti le 30 octobre 1971 chez Capitol Records. L'album est enregistré au cours d'une tournée, de janvier à août 1971, dans plusieurs studios de Londres.
N'ayant aucun matériel à travailler et aucune idée précise sur la direction de l'album, le groupe met en place une série d'expérimentations qui donnent naissance au morceau phare de l'album, Echoes. Meddle est un effort collectif où tous les membres participent à l'écriture. Il s'agit d'un album de transition entre le Pink Floyd influencé par Syd Barrett de la fin des années 1960 et le groupe qui signe par la suite The Dark Side of the Moon ou The Wall, des disques unis par un thème central aux paroles entièrement écrites par Roger Waters. La pochette de l’album, créée par Storm Thorgerson du collectif de graphisme Hipgnosis, représente une oreille sous l'eau.
L'album est bien accueilli par les critiques à sa sortie et est un succès commercial au Royaume-Uni, mais le manque de promotion de la part du label américain du groupe, Capitol Records, entraîne de mauvaises ventes aux États-Unis.

## Historique

### Contexte
En 1971, Pink Floyd n'existe que depuis cinq ans mais a déjà montré sa capacité à produire des succès populaires avec Arnold Layne et See Emily Play. Après le départ de Syd Barrett en 1968 et quelques essais dans la création de musique de film pour The Committee, More et Zabriskie Point, le groupe sort deux albums, Ummagumma et Atom Heart Mother, qui établissent la trajectoire du groupe dans le rock psychédélique.
Atom Heart Mother est bien accueilli par le public et devient le premier album de Pink Floyd à être numéro un dans les classements britanniques en passant dix-huit semaines dans les charts. Ce succès permet au groupe de faire du profit pour la première fois de son histoire, et Pink Floyd commence alors une longue tournée en Amérique du Nord et en Europe,. Avant l'enregistrement de Meddle, le groupe signe un nouveau contrat avec la maison de disque EMI, Nick Mason ayant déclaré que celle-ci avait accordé à ses membres « un temps de studio illimité en échange d'une légère réduction des royalties », précisant que selon lui « seuls les Beatles avaient un accord similaire à l'époque ».

### Enregistrement

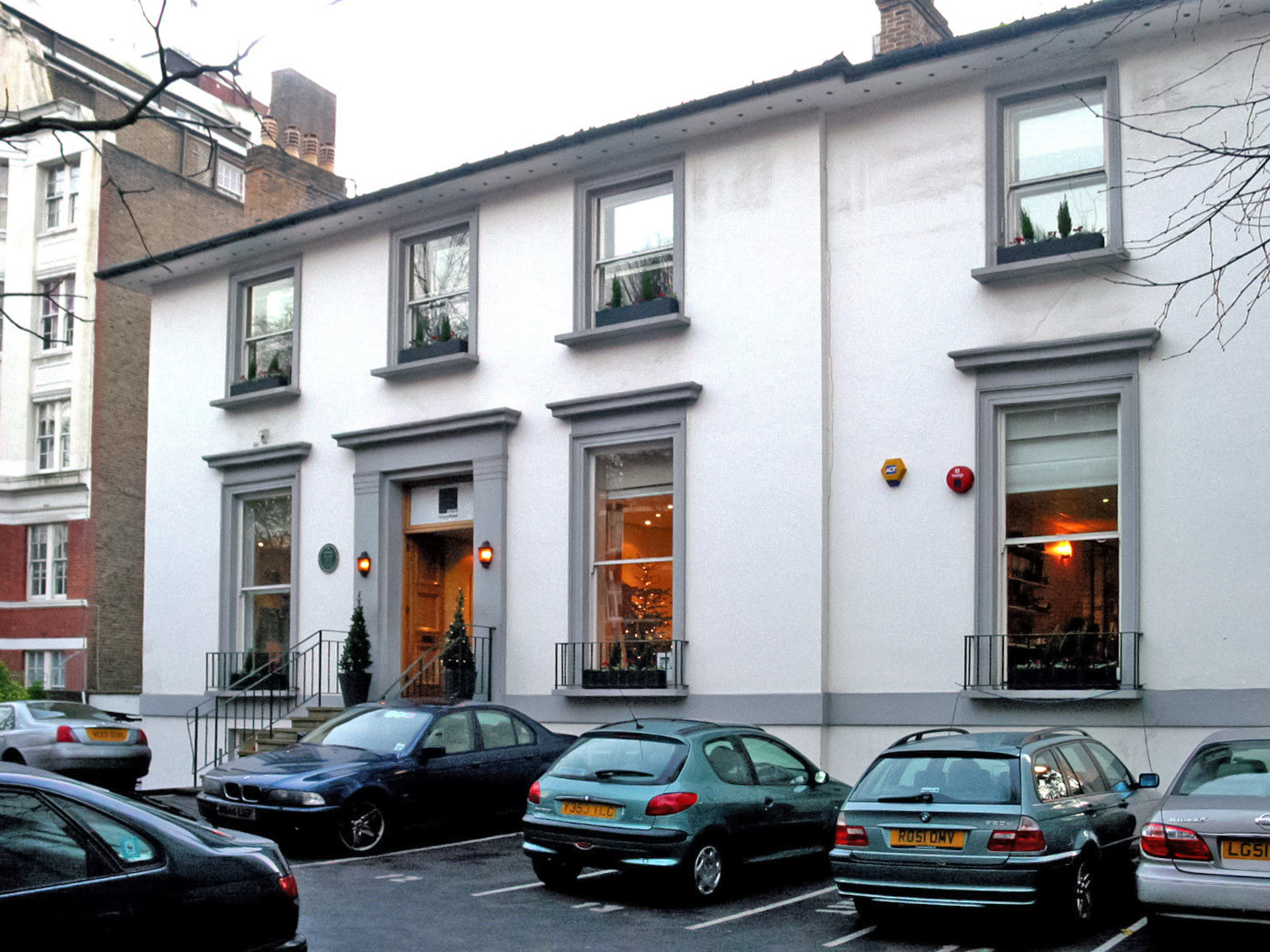
Les studios Abbey Road, à Londres.

Après une série de tournées à travers l'Amérique et l'Angleterre destinées à la promotion de l'album Atom Heart Mother, Pink Floyd commence début 1971 à travailler sur du nouveau matériel aux studios Abbey Road à Londres. À l'époque, Abbey Road est équipé d'installations d'enregistrement multipistes n'allant que jusqu'à huit pistes, ce que le groupe juge insuffisant pour répondre aux exigences techniques croissantes de ses projets. Ses musiciens transfèrent leurs meilleurs travaux, y compris l'ouverture de ce qui deviendra Echoes, sur des bandes seize pistes dans des studios plus petits de Londres (AIR sur Oxford Street et Morgan à West Hampstead) qui offrent l'avantage d'un équipement d'enregistrement plus flexible. Les ingénieurs John Leckie et Peter Bown enregistrent les sessions principales à Abbey Road et AIR, tandis Rob Black et Roger Quested se chargent des tâches d'ingénierie pour les travaux mineurs chez Morgan.
En l'absence d'un thème central pour le projet, le groupe utilise plusieurs méthodes expérimentales pour tenter de stimuler le processus créatif. L'un des exercices consiste à faire jouer chaque membre sur une piste distincte, sans référence à ce que font les autres membres. Le tempo est alors entièrement aléatoire, tandis que le groupe joue autour d'une structure d'accords convenue et des ambiances telles que « les deux premières minutes sont romantiques, les deux suivantes sont plus rapides ». Chaque section enregistrée est nommée, mais le processus est largement improductif ; après plusieurs semaines, aucune chanson complète n'est créée.
Leckie a travaillé sur des albums tels que All Things Must Pass de George Harrison et Sentimental Journey de Ringo Starr, et est employé comme opérateur sur Meddle, en partie pour sa disposition à travailler jusqu'aux petites heures du matin. Il déclare que les sessions de Pink Floyd commencent souvent l'après-midi et se terminent tôt le lendemain matin, « période pendant laquelle rien ne se faisait. Il n'y avait aucun contact avec les maisons de disques, sauf lorsque leur directeur de label se présentait de temps en temps avec quelques bouteilles de vin et quelques joints ». Le groupe passe apparemment de longues périodes à travailler sur des sons simples ou sur un riff de guitare particulier. Ses membres passent également plusieurs jours à l'AIR pour tenter de créer de la musique en utilisant divers objets de tous les jours, projet qui est revisité dans leurs albums suivants, The Dark Side of the Moon et Wish You Were Here.

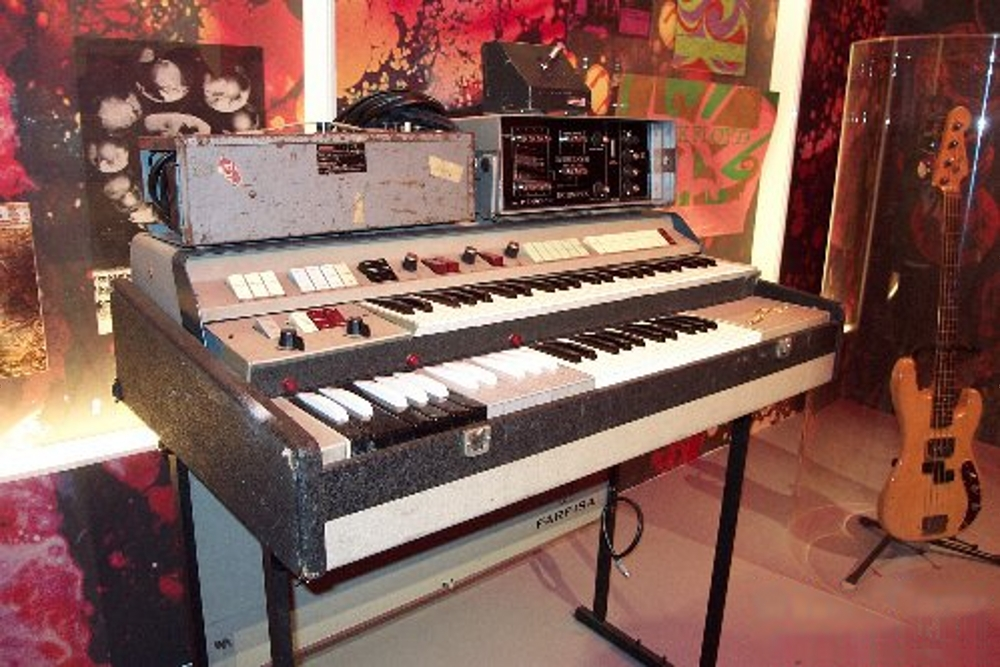
L'orgue Farfisa Compact Duo de Richard Wright avec son Binson Echorec.

À la suite de ces premières expérimentations — appelées Nothings (« Riens ») — le groupe développe Son of Nothings, qui est suivi par Return of the Son of Nothings, titre de travail du nouvel album. Un des premiers essais implique l'utilisation du piano de Richard Wright, qui fait passer une seule note par une cabine Leslie, produisant un « ping » semblable à celui d'un sonar de sous-marin. Le groupe essaye à plusieurs reprises de recréer ce son en studio, sans succès, et la version démo est donc utilisée sur ce qui devient Echoes, mixé presque exclusivement aux studios AIR,. Combiné avec la guitare de David Gilmour, le groupe peut développer un peu plus le morceau en expérimentant avec des effets sonores accidentels (comme la guitare de Gilmour branchée sur une pédale wah-wah à l'envers, un effet utilisé en concert à partir de 1970 pour la section centrale de Embryo). Contrairement au titre Atom Heart Mother, les nouvelles capacités multipistes du studio permettent au groupe de créer le morceau par étapes, plutôt que de le jouer en une seule prise. L'enregistrement d’Echoes se termine en juillet 1971 et sa version finale, d'une durée de vingt-trois minutes, occupe finalement toute la seconde face de l'album.
L'enregistrement de Meddle est entrecoupé par une tournée du groupe, ce qui étale sa production sur plusieurs mois. Le groupe enregistre dans la première moitié d'avril 1971 mais, dans la seconde moitié, il joue à Doncaster et Norwich avant de revenir enregistrer à la fin du mois. En mai, les musiciens partagent leur temps entre des sessions à Abbey Road et des répétitions et des concerts à Londres, Lancaster, Stirling, Édimbourg, Glasgow et Nottingham. En juin et juillet, ils se produisent principalement dans des salles de concert à travers l'Europe,. En août, ils se rendent en Extrême-Orient et en Australie, en septembre en Europe et d'octobre à novembre aux États-Unis. Pendant la même période, le groupe produit également Relics, un album compilation de certaines des œuvres antérieures de Pink Floyd. Un mixage quadriphonique de l'album est préparé aux Command Studios les 21 et 26 septembre, mais il n'est jamais publié,.

### Parution et accueil
Meddle sort le 30 octobre 1971 aux États-Unis et le 5 novembre au Royaume-Uni. Bien qu'il atteigne la troisième place au Royaume-Uni, le manque de publicité de la part de Capitol Records entraîne de faibles ventes aux États-Unis et une 70e position aux charts,. « Pink Floyd avait de nombreux adeptes au Royaume-Uni et dans d'autres parties de l'Europe », rappelle Rupert Perry, alors directeur de l'A&R chez Capitole, « mais ils se devaient d'être plus importants aux États-Unis, où ils ne vendaient que deux cent mille unités. Ils faisaient presque uniquement des albums — pas de singles — ce qui était mauvais pour nous. Ils avaient un facteur de crédibilité élevé mais sans les ventes ».
Le 29 novembre 1971, One of These Days sort aux États-Unis en tant que 45 tours avec Fearless en face B. Meddle est certifié disque d'or par la RIAA le 29 octobre 1973, puis double platine le 11 mars 1994, grâce à l'attention supplémentaire suscitée par les succès ultérieurs du groupe aux États-Unis.
À sa sortie, Meddle reçoit des avis généralement positifs de la part des critiques musicaux. Jean-Charles Costa, de Rolling Stone, écrit : « Meddle confirme non seulement l'émergence du guitariste principal David Gilmour en tant que véritable force créatrice du groupe, mais il affirme avec force et précision que le groupe est à nouveau en pleine croissance », et New Musical Express qualifie cet album d'« exceptionnellement bon »,. Steve Peterson de Hit Parader cite Fearless comme sa chanson favorite et déclare à propos de l'album : « Ce doit être leur meilleur album. » Ed Kelleher de Circus le qualifie de « nouveau chef-d'œuvre d'un groupe magistral », notant que Fearless est « fascinant » et comparant Echoes à « un poème sonore qui laisse aux quatre membres du groupe beaucoup de temps pour se dégourdir les muscles ». Cependant, Melody Maker est plus réservé et le décrit comme « une bande-son d'un film inexistant ».
Dans Christgau's Record Guide: Rock Albums of the Seventies, sorti en 1981, Robert Christgau déclare que Meddle est une assez bonne progression par rapport au travail précédent du groupe qui présente des chansons folk soulignées par des mélodies uniques, bien qu'il déplore les paroles de A Pillow of Winds : « C'est une amélioration certaine : un tout petit pas pour l'humanité, un pas de géant pour Pink Floyd. » Dans sa critique d’Echoes, il estime que les paroles imitent Across the Universe des Beatles, mais avec plus de vingt-trois minutes de musique qui s'écoulent avec un « calme intemporel » semblable à Interstellar Overdrive. Daryl Easlea de la BBC estime qu'il s'agit d'une version similaire, mais plus cohérente et plus mélodieuse, d’Atom Heart Mother mise en valeur par Echoes, qui, selon lui, « domine l'ensemble de l'œuvre » et est « tout ce qu'il y a de bon dans le rock progressif ; engageant, intelligent et convaincant ». Dans le New Rolling Stone Album Guide de 2004, Rob Sheffield déclare qu’Echoes montre que Pink Floyd est un groupe plus développé qu'auparavant, « colorant les lentes ondulations de la guitare de détails sonores profonds que seuls les vrais passionnés remarqueraient, et qu'encore moins de personnes apprécieraient ». En écrivant pour AllMusic, Stephen Thomas Erlewine qualifie Meddle de meilleur album des années de transition du groupe menant à The Dark Side of the Moon, car il « passe la plupart de son temps avec des textures sonores et des compositions allongées, notamment sur son morceau de fermeture épique, Echoes ». Il a noté un « ton uniforme », ce qui n'est pas le cas pour la structure des chansons, et écrit sur l'importance de l'album dans le catalogue du groupe : « Pink Floyd n'étaient rien d'autre que des maîtres de la texture, et Meddle est l'une de leurs plus grandes excursions dans les petits détails, indiquant la voie vers la brillance mesurée de Dark Side of the Moon et de toute l'ère Roger Waters. »

### Postérité
One of These Days, Echoes et Seamus, ce dernier en tant que Mademoiselle Nobs, avec un chien différent et sans paroles, sont interprétés à l'occasion du film Live At Pompeii, les deux premiers étant également joués dans l'émission In Concert de la BBC en 1971,. One of These Days est régulièrement joué en concert par Pink Floyd au début des années 1970 avant d'être définitivement retiré de ses setlist, puis repris par David Gilmour dans des concerts donnés après la dissolution de Pink Floyd.
Meddle sort sous forme de LP remasterisé par le Mobile Fidelity Sound Lab en 1984 et au format CD en avril 1989,,. L'album est inclus dans le coffret Shine On sorti le 2 novembre 1992. Deux éditions remasterisées de Meddle sont sorties en 2011 et 2016, respectivement chez EMI et Pink Floyd Records, la première fois au format CD et en dématérialisé puis en CD et vinyle.
Echoes donne son nom à l'album de compilation Echoes: The Best of Pink Floyd, sorti en 2001, qui présente une version raccourcie de sept minutes de la chanson. Une ébauche créée lors de la création de Meddle est laissée de côté avant de recevoir des paroles et de devenir Brain Damage sur The Dark Side of the Moon,.
Meddle apparaît à la 255e position dans la troisième édition du All Time Top 1000 Albums de Colin Larkin en 2000.

## Caractéristiques artistiques

### Musique

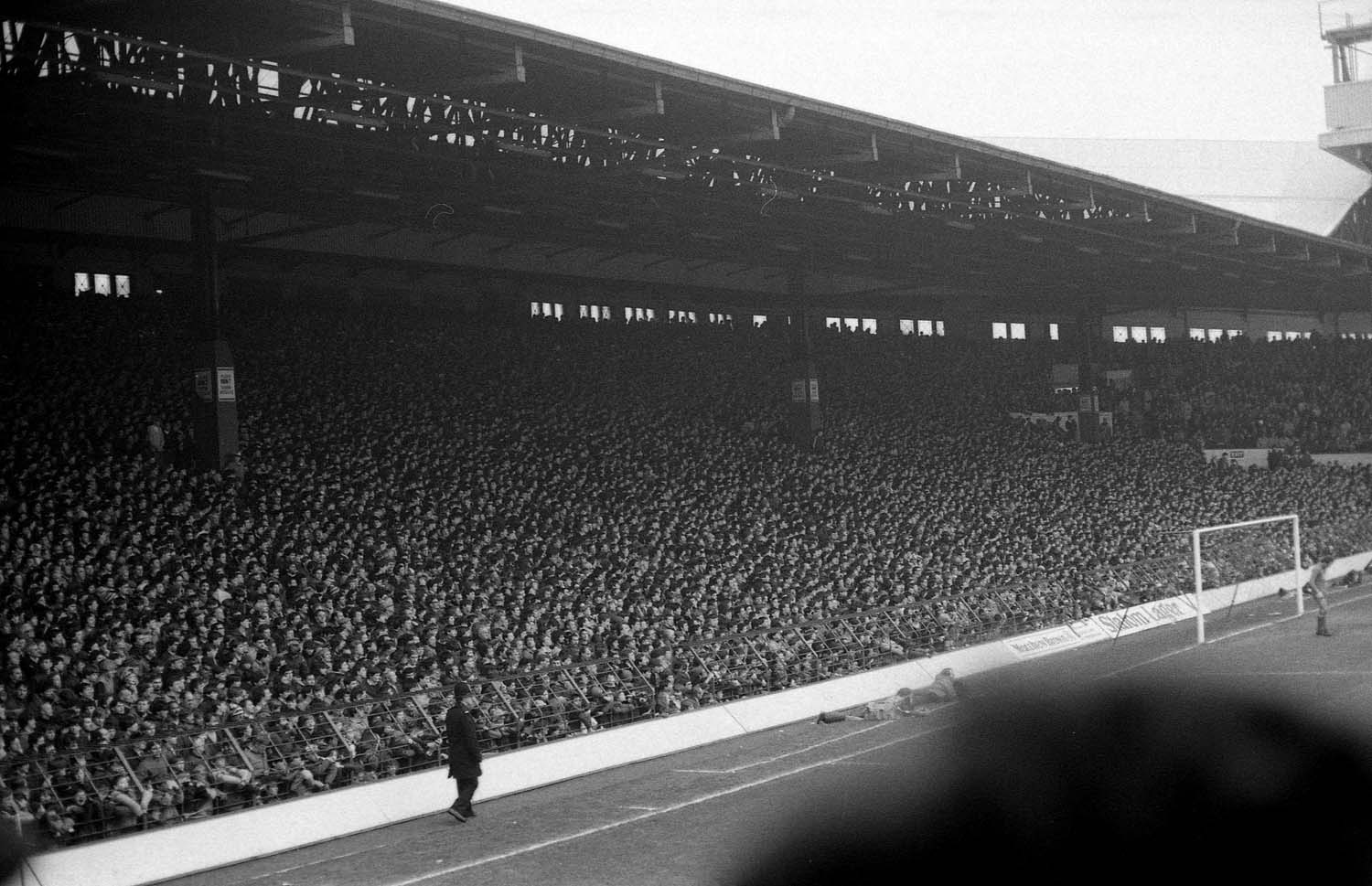
Le kop du Liverpool Football Club en 1983.

Bien que les six titres présentent des ambiances variées, Meddle est généralement considéré comme un album plus cohérent que son prédécesseur de 1970, Atom Heart Mother. Il s'ouvre sur One of These Days, un quasi-instrumental développé autour d'une ligne de basse ostinato créée par Roger Waters en alimentant la sortie par un Binson Echorec (en). Cette ligne est jouée par Waters et Gilmour sur deux guitares basses, l'une munie de cordes usées. Le grognement du batteur Nick Mason « One of these days I'm going to cut you into little pieces » (« Un de ces jours je vais te couper en petits morceaux ») est enregistré en voix de fausset en vitesse accélérée, puis la bande est repassée à la vitesse normale pour obtenir un son grave.
One of These Days est suivi d’A Pillow of Winds, l'une des rares chansons d'amour acoustiques et calmes du catalogue de Pink Floyd. Le bruit du vent sert d'enchaînement entre ces deux titres, un effet repris par la suite sur Wish You Were Here. Le titre de A Pillow of Winds est inspiré par les parties de mah-jong disputées par Waters et Mason avec leurs épouses dans le sud de la France, « A pillow of winds », « un oreiller de vent » en français, étant le nom d'une des combinaisons du jeu.
Fearless comprend des enregistrements du Kop du Liverpool Football Club chantant You'll Never Walk Alone, leur hymne, qui met fin à la chanson par un fondu enchaîné fortement réverbéré. L'idée d'associer un chant de supporters à la chanson vient du fait que « fearless », « sans peur », est à cette époque un terme très en vogue dans le football, surtout chez les supporters de Liverpool. San Tropez est une chanson pop d'inspiration jazzy au tempo traînant, composée par Waters dans son style de plus en plus utilisé d'écriture de chansons aérées et décalées. Elle a pour inspiration le voyage du groupe dans le sud de la France en 1970. Pink Floyd fait preuve d'un sens de l'humour inhabituel avec Seamus, un pseudo-blues humoristique où le chien de Steve Marriott (dont Gilmour avait la garde) hurle au rythme de la musique. Bien que Seamus soit souvent en tête des sondages des pires chansons que Pink Floyd ait jamais créées, le groupe utilisera de nouveau des sons d'animaux sur son album Animals.
La dernière chanson de l'album, qui occupe l'intégralité de la deuxième face du 33 tours, est Echoes, longue de vingt-trois minutes. Elle est interprétée en concert pour la première fois sous le titre Return of the Son of Nothing le 22 avril 1971 à Norwich. Le groupe passe environ six mois sur le titre dans trois studios (Morgan, AIR et Abbey Road), mais l'enregistre presque entièrement aux studios AIR,,. Le morceau s'ouvre sur le « ping » de Wright, qui est suivi par « des plages de synthé éthérées et mystérieuses, une rythmique implacable, des parties de guitare fluides et aériennes qui entraînent l'auditeur dans un périple mental, proche du mysticisme, où une lumineuse renaissance finit par l'emporter sur une obscurité chtonienne » selon Jean-Michel Oullion. Ce dernier définit également les paroles comme passant de « l'espace cosmique » à « l'imagerie du monde sous-marin ». On peut entendre une gamme de Shepard en arrière-plan du morceau,.

### Pochette
Le titre de l'album, « Meddle », est un jeu de mots entre « medal » (médaille) et « meddle » (interférer), qui se prononcent de la même manière. Pour la pochette, la première suggestion de Storm Thorgerson, du collectif artistique Hipgnosis, est un gros plan de l'anus d'un babouin. L'idée est rejetée par le groupe qui l'informe par un appel téléphonique intercontinental lors d'une tournée au Japon qu'ils préféreraient « une oreille sous l'eau ». La photo de la pochette est prise par le photographe Robert Dowling. L'image représente une oreille, en gros plan, sous l'eau, qui recueille des ondes sonores (représentées par des ondulations à la surface de l'eau). Thorgerson a par la suite exprimé son mécontentement à l'égard de la pochette, affirmant qu'il s'agissait de la pochette de l'album de Pink Floyd qu'il aimait le moins : « Je pense que Meddle est un bien meilleur album que sa pochette. » Son collègue Aubrey Powell partage ses sentiments en déclarant « Meddle était un gâchis. Je détestais cette pochette. Je pense que nous ne leur avons pas du tout rendu justice avec ça ; c'est trop faible ». La pochette intérieure présente un portrait des quatre membres du groupe. C'est la dernière fois que des portraits des musiciens apparaissent sur un album de Pink Floyd jusqu'à A Momentary Lapse of Reason en 1987.

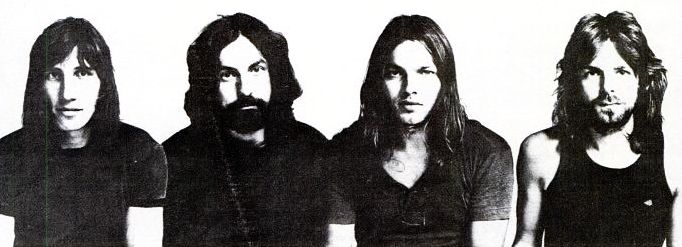
Photo des membres du groupe à l'intérieur de l'album. De gauche à droite : Roger Waters, Nick Mason, David Gilmour et Richard Wright.

## Fiche technique

### Titres
| 1. | One of These Days                         | Gilmour, Mason, Waters, Wright         | Instrumental | 5:57 |
| 2. | A Pillow of Winds                         | Gilmour, Waters                        | Gilmour      | 5:13 |
| 3. | Fearless (inclut You'll Never Walk Alone) | Gilmour, Waters (Rodgers, Hammerstein) | Gilmour      | 6:08 |
| 4. | San Tropez                                | Waters                                 | Waters       | 3:43 |
| 5. | Seamus                                    | Gilmour, Mason, Waters, Wright         | Gilmour      | 2:15 |

| 6. | Echoes | Gilmour, Mason, Waters, Wright | Gilmour et Wright | 23:31 |

### Musiciens
- David Gilmour : guitare électrique (1-4, 6), guitare acoustique (2, 3, 5), basse en unisson avec Waters (1), harmonica (5), chant (2, 3, 5, 6)
- Roger Waters : basse (1-6), guitare acoustique et chant (4)
- Richard Wright : orgue Hammond (1, 2, 6), orgue Farfisa (6), piano (3-5, 6), EMS VCS3 (1), chant (6)
- Nick Mason : batterie (1, 3, 4, 6), percussion (2-4, 6), voix (1)
- Seamus (le chien de Steve Marriott) : aboiements et hurlements (5)
- Supporters du Liverpool Football Club : chœurs sur You'll Never Walk Alone (3)

### Équipe de production
- Pink Floyd : production, concept de la pochette
- Rob Black : ingénieur du son (studios Morgan)
- Roger Quested : ingénieur du son (studios Morgan)
- Peter Bown : ingénieur du son (studios Air et EMI)
- John Leckie : ingénieur du son (studios Air et EMI)
- Bob Dowling : photo (pochette extérieure)
- Hipgnosis : photo du groupe
- Tony May : photo (pochette intérieure)
- James Guthrie : remastering
- Doug Sax : remastering
- Storm Thorgerson : design (album remasterisé)
- Peter Curzon : design (album remasterisé)

## Classements et certifications
| Pays        | Durée du classement | Meilleure position | Date             |
| ----------- | ------------------- | ------------------ | ---------------- |
| Allemagne   | 10 semaines         | 11e                | 1972             |
| Australie   | 2 semaines          | 17e                | 15 avril 1972    |
| Canada      | 7 semaines          | 51e                | 11 décembre 1971 |
| États-Unis  | 74 semaines         | 70e                | 27 novembre 1971 |
| France      | 93 semaines         | 7e                 | 1972             |
| Italie      | -                   | 8e                 | 1972             |
| Pays-Bas    | 12 semaines         | 2e                 | 4 décembre 1971  |
| Royaume-Uni | 83 semaines         | 3e                 | 22 novembre 1971 |

| Pays        | Durée du classement | Meilleure position | Date             |
| ----------- | ------------------- | ------------------ | ---------------- |
| France      | 5 semaines          | 69e                | 1er octobre 2011 |
| Royaume-Uni | 1 semaine           | 99e                | 8 octobre 2011   |
| Suisse      | 1 semaine           | 76e                | 9 octobre 2011   |

| Pays        | Durée du classement | Meilleure position | Date              |
| ----------- | ------------------- | ------------------ | ----------------- |
| Allemagne   | 1 semaine           | 32e                | 30 septembre 2016 |
| Autriche    | 1 semaine           | 69e                | 7 octobre 2016    |
| France      | 1 semaine           | 152e               | 1er octobre 2016  |
| Italie      | 1 semaine           | 17e                | 29 septembre 2016 |
| Royaume-Uni | 1 semaine           | 94e                | 6 octobre 2016    |
| Suisse      | 1 semaine           | 98e                | 2 octobre 2016    |

| Pays        | Certification | Ventes      | Date            |
| ----------- | ------------- | ----------- | --------------- |
| Allemagne   | Or            | 250 000 +   | 1993            |
| États-Unis  | 2 × Platine   | 2 000 000 + | 11 mars 1994    |
| France      | 2 × Or        | 200 000 +   | 1977            |
| Italie      | Or            | 25 000 +    | 2015            |
| Royaume-Uni | Or            | 100 000 +   | 22 juillet 2013 |